# 克拉斯諾西爾卡 (圖利欽區)
48°20′18″N 28°49′58″E / 48.33833°N 28.83278°E
克拉斯諾西爾卡（羅馬化：Krasnosilka）是烏克蘭的村落，位於該國西南部文尼察州，由圖利欽區負責管轄，始建於1861年，面積13.85平方公里，海拔高度224米，2001年人口564。